# Sasa tsuboiana
La Sasa tsuboiana és una espècie de bambú, del gènere Sasa de la família de les poàcies, ordre de les poals, subclasse de les commelínides, classe de les liliòpsides, divisió dels magnoliofitins.
És originari del Japó, on se l'anomena Ibuki-zasa.

## Característiques
El Sasa tsuboiana és un bambú petit que no sobrapassa els 2 metres d'alçària.
Les canyes són fines (5-8 mm), les fulles fan entre 15 i 18 cm de llarg i de 3 a 6 cm d'ample
Resisteix el fred fins a -22 °C.